# 31617 Meeraradha
31617 Meeraradha este un asteroid din centura principală de asteroizi.

## Descriere
31617 Meeraradha este un asteroid din centura principală de asteroizi. A fost descoperit pe 15 aprilie 1999 la Socorro, New Mexico, în cadrul proiectului LINEAR. Asteroidul prezintă o orbită caracterizată de o semiaxă mare de 2,30 ua, o excentricitate de 0,13 și o înclinație de 9,3° în raport cu ecliptica.